# Papiro 48
Papiro 48 (em latim: Papyrus 48) nos numerais de Gregory-Aland, simbolizado por {\displaystyle {\mathfrak {P}}}48, é uma antiga cópia do Novo Testamento em grego. Ele é um papiro manuscrito de Atos dos Apóstolos e contém trechos do capítulo 23 (Atos 23:11-17; 23-29). A paleografia tem datado o manuscrito ao século III.